# 相羽紀行
相羽 紀行（あいば きこう）は日本の漫画家。

## 人物
- 高校在学中に『神の森』でジャンプSQ.月例賞佳作を史上最年少で受賞。その後複数の読み切りを同誌に掲載。
- 有志による漫画業界活性化団体・漫画元気発動計画にも参加。同団体による音声＋エフェクトつきとなる進化形電子書籍Domixから『シュヴァルツ ウント ヴァイス』を発表。
- ネットラジオ漫画元気発動計画にも出演。漫画家になったきっかけを語った。
- 時と永遠 〜トキトワ〜が短期連載、単行本化される。

## 作品リスト

### 読み切り
- Brothers（『ジャンプSQ.Ⅱ』2009年）
- ゼーンの騎士（『ジャンプSQ.19』2010年）
- 太陽の果実をもとめて（『ジャンプSQ.19』2011年）
- シュヴァルツ ウント ヴァイス（漫画元気発動計画・電子書籍Domix 2013年）
- 魔法使いのキャンバス（『ジャンプSQ.19』2013年）

### 連載
- 時と永遠 〜トキトワ〜（原作：バンダイナムコゲームス、キャラクターデザイン：VOFAN、『ジャンプSQ.19』2012年Vol.2 - Vol.4）
- ヒプノシスマイク -Division Rap Battle- side D.H & B.A.T（原作：EVIL LINE RECORDS、シナリオ：百瀬祐一郎、『マガジンポケット』2020年4月10日 - 2021年10月27日）
- 変な絵（原作：雨穴、『漫画アクション』2024年No.9 - ）

### 書籍
- 『時と永遠 〜トキトワ〜』、原作：バンダイナムコゲームス、キャラクターデザイン：VOFAN、集英社〈ジャンプコミックス〉2013年、全1巻
- 『ヒプノシスマイク -Division Rap Battle- side D.H & B.A.T』、原作：EVIL LINE RECORDS、シナリオ：百瀬祐一郎、講談社〈講談社コミックス〉2020年 - 2021年、全5巻
- 『変な絵』、原作：雨穴、双葉社〈アクションコミックス〉2024年 - 、既刊3巻（2025年8月7日現在）